# Liste historischer Staaten in Amerika
In Amerika gab es bereits vor der Eroberung durch die Europäer staatenähnliche Gebilde, von denen die meisten monarchische Strukturen aufwiesen. Zudem kam es im Laufe der Geschichte immer wieder auch zur Gründung neuzeitlicher Staaten, welche zumeist sehr kurzlebig waren.
Die folgende Liste gibt einen Überblick über beide Arten von Staaten. Kolonien werden hierbei nicht als "Staat" betrachtet.

## Präkolumbische Staatengebilde
- Nord- und Mittelamerika
  - Azteken-Reich (Azteken)
  - Maya-Reiche (Maya)
  - Mixteken-Reich (Mixteken)
  - Reich von Michoacán / Tarasken-Reich (Tarasken)
  - Teotihuacán
  - Teotitlán
  - Tlaxcalteken
  - Reich von Tula / Tolteken-Reich (Tolteken)
  - Yopitzinco
  - Reich von Monte Albán / Zapoteken-Reich (Zapoteken)

- Südamerika
  - Chimú-Reich
  - Chiribaya
  - Huanca
  - Wari-Reich oder auch Huari-Reich
  - Ica-Kultur
  - Inka-Reich
  - Moche-Reich
  - Lambayeque-Kultur oder auch Sicán-Kultur
  - Tiahuanaco-Reich
  - Mapuche (spanisch früher Araukaner)

## Neuzeitliche Staatengebilde
- Nord- und Mittelamerika
  - Staaten auf der Insel Hispaniola:
    -  Kaiserreich Haiti (1804–1806)
    -  Königreich Haiti (1811–1820)
    -  Republik Spanisches Haiti (1821–1822)
    -  Staat Haiti (1806–1811)
    -  Kaiserreich Haiti (1849–1859)

  -  Westindische Föderation (1958–1962)
  -  Niederländische Antillen (1954–2010)
  - Staaten auf dem Gebiet des heutigen Kanada:
    - Republik Kanada (1837–1838)
    -  Neufundland
    -  Republik Niederkanada (1837–1838)
    - Republik Manitoba / Republic of Caledonia (1867–1870)

  - Staaten auf dem Gebiet des heutigen Mexiko:
    - Chan Santa Cruz (1847–1901)
    -  Kaiserreich Mexiko (1821–1823)
    -  Kaiserreich Mexiko (1864–1867)
    - Republik Niederkalifornien / Republic of Lower California (11.1853 - 01.1854)
    -  Rio-Grande-Republik / República del Río Grande (1840)
    -  "Republic of Sonora" (01.1854 – 05.1854)
    -  "République de Sonore" (1853–1854)
    -  Republik Yucatán (1840–1841, 1846–1848)

  - Staaten im sonstigen Mittelamerika:
    - Freistaat Isthmus (1840–1841)
    -  Republik Los Altos (1838–1840)
    -  Vereinigte Provinzen von Zentralamerika (1823–1838)
    -  Republik Zentralamerika (1896–1898, Union von El Salvador, Honduras und Nicaragua)

  - Staaten auf dem Gebiet der heutigen USA:
    -  Cherokee-Land
    - Deseret
    - República de Florida (1817)
    - State of Franklin (1784–1788)
    - Republik Indian Stream (1832–1835)
    -  Republik Kalifornien (1846)
    -  Konföderierte Staaten von Amerika, entstanden aus den zuvor nominell unabhängigen Staaten:
      -  Republik Alabama (1861)
      -  Republik Florida (1861)
      -  Republik Georgia (1861)
      -  Republik Louisiana (1861)
      -  Republik Mississippi (1861)
      -  Republik South Carolina (1860–1861)
      -  Republik Texas (1861) (1861)

    - Republik Madawaska (1827–1842)
    -  Muskogee-Staat / State of Muskogee (1799–1803)
    - Provisorische Regierung von Oregon (1843–1849)
    -  Republik Texas (1836–1845)
    -  Republik Vermont (1777–1791)
    -  Republik West-Florida (1810)

- Südamerika
  - Staaten auf dem Gebiet des heutigen Argentinien (und Nachbarstaaten):
    -  Araukanien und Patagonien / Royaume de Araucanie et Patagonie (geplante Staatsgründung 1860–1862, keine internationale Anerkennung)
    -  Vereinigte Provinzen des Río de la Plata (1810)
    -  Liga de los Pueblos Libres / "Liga Freier Völker", auch Liga Federal (1815–1820)
    -  Republik Entre Ríos (1820–1821)
    -  Argentinische Konföderation (1835–1852)
    -  Staat Buenos Aires (1852–1861)

  - Staatengründungen auf dem Gebiet des heutigen Brasilien:
    -  Vereinigtes Königreich von Portugal, Brasilien und den Algarven (1812–1825)
    - Äquator-Konföderation / Confederação do Equador (1824)
    -  Republik Acre
    -  Conjuração Baiana (1798)
    - Federação do Guanais (1832)
    -  Republik Rio Grande do Sul / República Riograndese / República de Piratiny (1835–1845)
    -  Republik Santa Catarina / República Catarinese / República Juliana (1839–1840)
    -  Fürstentum Trinidad (1893–1895) (auf der heute brasilianischen Insel Trinidad)

  -  Republik Unabhängiges Guyana, auch Republik von Counani / Counani-Freistaat (1886–1912)

- - Staaten auf dem Gebiet des heutigen Kolumbien (und Nachbarstaaten):
    -  Freistaat Cundinamarca (1810–1814)
    -  Freistaat Cartagena (1811–1815)
    -  Konföderierte Städte des Valle del Cauca ("Ciudades Confederadas del Valle del Cauca") (1811–1815)
    -  Freistaat Antioquia (1813–1816)
    -  Freistaat Mariquita (1814–1816)
    -  Freistaat Neiva (1814–1816)
    -  Republik Guayaquil (1820–1822)
    -  Großkolumbien (1819–1831)
    -  Republik Neugranada (1830–1858)
    -  Granada-Konföderation (1858–1863)
    -  Vereinigte Staaten von Kolumbien (1863–1886)

- -  Peruanisch-Bolivianische Konföderation (1837–1839)
Teilstaaten:
    -  Republik Bolivien (bis heute unabhängig)
    -  Republik Nord-Peru (1836–1839, heute Peru)
    -  Republik Süd-Peru (1836–1839, heute Peru)